# 쉬자치
쉬자치(중국어 간체자: 许佳琪, 정체자: 許佳琪, 병음: Xǔ Jiāqí, 한자음: 허가기, 영어: Kiki Xu, 1995년 8월 27일~)는 중화인민공화국의 가수, 무용가, 배우이다. 중국의 걸 그룹 THE9의 일원이다. 그리고 연예 기획사 STAR48의 소속 연예인이다. 또한, 이전에 걸 그룹 SNH48 Team Sll의 일원이었다. 팬덤명은 「블랙키스」 (黑琪军／Blackis)이며, 상징색은 「화요 레드」 (火曜红)이다.  

## 내력
2012년 8월, SNH48 1기생 오디션에서 합격하였다. 10월, SNH48의 일원으로 가입하였다.
2013년 4월, SNH48 정식생으로 승격하였다. 11월 11일, SNH48 Team Sll의 정식 일원이 되었다.
2020년 3월 12일, 동영상 사이트 플랫폼 아이치이에서 주최한 걸 그룹 결성 프로젝트 서바이벌 《청춘유니 시즌 2》에 참가하였다. 5월 30일, 최종 순위 발표식에서 '제3위'를 차지하여, 프로젝트 걸 그룹 THE9의 일원이 되었다.

## 음악 작품

### 싱글
| 발매일          | 싱글            | 설명 | 각주                 |
| 2020년 8월 27일 | 《Stand By Me》 | - 작사: 텅샤오(滕少), 쉬자치 - 작곡: 텅샤오(滕少) - 편곡: 정이밍(郑一鸣) - 프로듀서: 텅샤오(滕少) - 레이블：용다오씽 엔터테인먼트(永稻星娱乐) | 생일 기념 싱글       |
| 2020년 8월 27일 | 《FOX》         | - 작사: 샤오치(小7) - 작곡: TENZO, MUNA, LOOGONE - 편곡: MUNA - 프로듀서: 텅샤오(滕少) - 레이블：용다오씽 엔터테인먼트(永稻星娱乐)            | SNH48 졸업 기념 싱글 |

### OST
| 발매일           | 싱글                   | 설명 | 각주                    |
| 2020년 10월 21일 | 《뜻이 깊으니》 (意浓) | - 작사: 궈더즈이(郭德紫毅) - 작곡: 장징(张净), 아친(阿沁) - 편곡: 궈더즈이(郭德紫毅) - 프로듀서: 천쟈오위(陈昭宇) | 드라마 《여의방비》 OST |

### 참여 싱글
| 발매일          | 싱글                       | 설명                                                                                       | 각주                                                                                              |
| 2020년 9월 24일 | 《번개의 발진》 (闪电起航) | - 작사: 죠우민이(周敏宜), 뤄즈훼이(罗子慧) - 작곡: 류즈다(刘子达) - 레이블：망고TV(芒果TV) | 예능 프로그램 《소거인운동회》 (小巨人运动会) 주제 곡 with 류시앙, 티엔량, 천리농, 왕수롱, 정시이 |
| 2020년 11월 9일 | 《고성을 찾다》 (故城千寻) | - 작사: 하오동(浩东) - 작곡: 천즈이(陈致逸)                                                | 《고성신운》 (古城新韵) 프로젝트 곡 with 한쉬에, 완치엔, 푸징, 훠준, 첸정하오                     |

### SNH48 참가 곡

#### SNH48 EP
| #    | 음반                                  | 참가 곡                           | 참가 명의   | MV | 각주 |
| 1st  | 《헤비로테이션》 (无尽旋转)           | 무한 회전 (无尽旋转)              | 1기생       | ★  |      |
| 1st  | 《헤비로테이션》 (无尽旋转)           | 격류의 전투 (激流之战)            | 1기생       | ★  |      |
| 1st  | 《헤비로테이션》 (无尽旋转)           | 벚꽃나무가 되자 (化作樱花树)      | 1기생       | ★  |      |
| 2nd  | 《플라잉겟》 (飞翔入手)               | 플라잉 겟 (飞翔入手)              | 1기생       | ★  |      |
| 2nd  | 《플라잉겟》 (飞翔入手)               | 포니테일과 머리끈 (马尾与发圈)    | 1기생       | ★  | 센터 |
| 2nd  | 《플라잉겟》 (飞翔入手)               | 가위바위보 (石头剪刀布)           | 1기생       |    |      |
| 3rd  | 《사랑하는 포춘 쿠키》 (爱的幸运曲奇) | 사랑하는 포춘 쿠키 (爱的幸运曲奇) | Team Sll    | ★  | 센터 |
| 3rd  | 《사랑하는 포춘 쿠키》 (爱的幸运曲奇) | 변명 (借口)                       | Team Sll    |    |      |
| 3rd  | 《사랑하는 포춘 쿠키》 (爱的幸运曲奇) | 개척자 (开拓者)                   | Team Sll    |    |      |
| 3rd  | 《사랑하는 포춘 쿠키》 (爱的幸运曲奇) | 생명의 바람 (生命之风)            | Team Sll    |    |      |
| 4th  | 《심전도 반응》 (心电感应)            | 마음의 텔레파시 (心电感应)        | Team Sll    |    |      |
| 4th  | 《심전도 반응》 (心电感应)            | 정신이 몽롱해져 (神魂颠倒)        | Team Sll    |    |      |
| 4th  | 《심전도 반응》 (心电感应)            | 일출과 일몰 (日升日落)            | Team Sll    |    |      |
| 4th  | 《심전도 반응》 (心电感应)            | 흑백 체크 스커트 (黑白格子裙)     | Team Sll    | ★  |      |
| 5th  | 《UZA》 (呜吒)                        | 우자 (呜吒)                       | TOP 16      | ★  |      |
| 5th  | 《UZA》 (呜吒)                        | 플라타너스 나무 (悬铃木)          | Team Sll    |    |      |
| 5th  | 《UZA》 (呜吒)                        | 석양 아래의 약속 (夕阳下的约定)   | Team Sll    |    |      |
| 6th  | 《청춘의 약속》 (青春的约定)          | 청춘의 약속 (青春的约定)          | 선발        | ★  |      |
| 6th  | 《청춘의 약속》 (青春的约定)          | 지금 고백해봐 (告白趁现在)        | TOP 16      | ★  |      |
| 6th  | 《청춘의 약속》 (青春的约定)          | 꿈의 강 (梦之河)                  | Team Sll    |    |      |
| 7th  | 《비가 그친 후 (雨季之后)             | 비가 그친 후 (雨季之后)           | 선발        | ★  |      |
| 7th  | 《비가 그친 후 (雨季之后)             | 행복한 부담감 (幸福的压力)        | Team Sll    |    |      |
| 8th  | 《한여름의 좋은 소리》 (盛夏好声音)   | 한여름의 좋은 소리 (盛夏好声音)   | 선발        | ★  |      |
| 8th  | 《한여름의 좋은 소리》 (盛夏好声音)   | 자기 주장 (自我主张)              | Team Sll    |    |      |
| 9th  | 《할로윈의 밤》 (万圣节之夜)          | 여름에 다시 만나 (夏日再会)       | TOP 32      | ★  |      |
| 9th  | 《할로윈의 밤》 (万圣节之夜)          | 청춘의 꽃잎 (青春的花瓣)          | Team Sll    |    |      |
| 10th | 《새해의 종소리》 (新年的钟声)        | 녹색 빛 (绿光)                    | Team Sll    |    |      |
| 11th | 《원동력》 (源动力)                   | 마음의 여정 (心的旅程)            | Team Sll    |    |      |
| 12th | 《꿈의 섬》 (梦想岛)                  | La La La                          | Team Sll    |    |      |
| 13th | 《공주의 망토》 (公主披风)            | 공주의 망토 (公主披风)            | TOP 16      | ★  |      |
| 13th | 《공주의 망토》 (公主披风)            | 48가지 비밀 (48个秘密)            | Team Sll    |    |      |
| 14th | 《새해의 이 순간》 (新年这一刻)       | 새해의 이 순간 (新年这一刻)       | 선발        | ★  |      |
| 14th | 《새해의 이 순간》 (新年这一刻)       | Burning Up                        | Team Sll    |    |      |
| 15th | 《서로의 미래》 (彼此的未来)          | 천사와 악마 (天使与恶魔)          | Team Sll    |    |      |
| 16th | 《여름의 레몬선》 (夏日柠檬船)        | 제48구 (第48区)                   | Team Sll    |    |      |
| 17th | 《나폴리의 여명》 (那不勒斯的黎明)    | 나폴리의 여명 (那不勒斯的黎明)    | TOP 16      | ★  |      |
| 17th | 《나폴리의 여명》 (那不勒斯的黎明)    | 나의 마음은 날아가 (我心翱翔)     | SNH48 Group | ★  |      |
| 20th | 《숲의 법칙》 (森林法则)              | 숲의 법칙 (森林法则)              | 선발        | ★  |      |
| 21st | 《마녀의 시》 (魔女的诗篇)            | 마녀의 시 (魔女的诗篇)            | TOP 16      | ★  |      |
| 25th | 《시간의 노래》 (时间的歌)            | 시간의 노래 (时间的歌)            | TOP 16      | ★  |      |
| 26th | 《청춘의 날개》 (青春之翼)            | 청춘의 날개 (青春之翼)            | 선발        | ★  |      |